# داتونغ
داتونغ (بالصينية: 大同市) وهي مدينة في الصين تقع في شمال محافظة شانشي تحد منغوليا الداخلية من الشمال الغربي وتحد خبي من الشرق والشمال الشرقي. يبلغ عدد سكانها 3,318,057 نسمة حسب إحصاء سنة 2010 وتبلغ مساحتها 14,176 كلم مربع ومكونة من 3 مقاطعات وهي «تشينغتشو» و«كوانغتشو» و «ناننجاو».

## التاريخ
كانت عاصمة لأسرة جين حتى دمرها المغول. وشيدت قربها تماثيل كهوف يونقانغ.

## الحاضر
أصبحت إحدى أسوأ مدن الصين تلوثا بسبب مناجم الفحم، ويسعى المحافظ لتحويلها بمشاريع عملاقة تُزيح نحو ثلث سكان المدينة - أي نصف مليون نسمة - عن مساكنهم، تضم إعادة إنشاء أسوارها العتيقة، ومعالم أخرى تحتفي بالثقافة الصينية.

## توأمة
لداتونغ اتفاقيات توأمة مع كل من:
- أوموتا
- بري [الإنجليزية]‏

## أعلام
- وانغ جون